# 威利茨
威利茨（英語：Willits），是美国加利福尼亚州门多西诺县下属的一座城市。建市于1888年11月19日，面积大约为2.80平方英里（7.3平方公里）。根据2010年美国人口普查，该市有人口4,888人。